# Trubač sa Seine
Trubač sa Seine s podnaslovom "Matoš u Parizu", pjesma je hrvatskog pjesnika i prevoditelja Dobriše Cesarića koja govori o boravku Antuna Gustava Matoša u Parizu. Pjesma "Trubač sa Seine", smatra se jednom od himni hrvatske emigracije.

## Opis
Pjesnik u prvom licu progovara o svom siromaštvu (danas sam opet ručo samo čaj). Mnogi krajevi Pariza ga podsjećaju na svoj dom. U pjesmi je nadalje on vojni dezerter, siromah i stranac. Sve što on ima zapravo je pero "puno snage" i domovinu.

## Zanimljivosti
- Godine 1936. Društvo hrvatskih književnika je nagradilo Cesarićevu pjesmu "Trubač sa Seine" (Matoš u Parizu).
- Na nadgrobnoj ploči u prvotnom grobu Ante Brune Bušića bili su uklesani stihovi iz pjesme na hrvatskome i francuskome jeziku.
- Pjesmu je uglazbio i otpjevao hrvatski pjevač Ibrica Jusić.